# Mira Vagánova
Mira Vasílievna Vagánova –en ruso, Мира Васильевна Ваганова– (nacida Mira Briúnina, Moscú, URSS, 16 de septiembre de 1951) es una deportista soviética que compitió en remo.
Participó en los Juegos Olímpicos de Montreal 1976, obteniendo una medalla de plata en la prueba de cuatro scull con timonel. Ganó una medalla de plata en el Campeonato Mundial de Remo de 1991, en el cuatro scull.

## Palmarés internacional
| Juegos Olímpicos   | Juegos Olímpicos  | Juegos Olímpicos | Juegos Olímpicos         |
| Año                | Lugar             | Medalla          | Prueba                   |
| ------------------ | ----------------- | ---------------- | ------------------------ |
| 1976               | Montreal (Canadá) | Medalla de plata | Cuatro scull con timonel |
| Campeonato Mundial |                   |                  |                          |
| Año                | Lugar             | Medalla          | Prueba                   |
| 1991               | Viena (Austria)   | Medalla de plata | Cuatro scull             |